# Fritz Zubeil

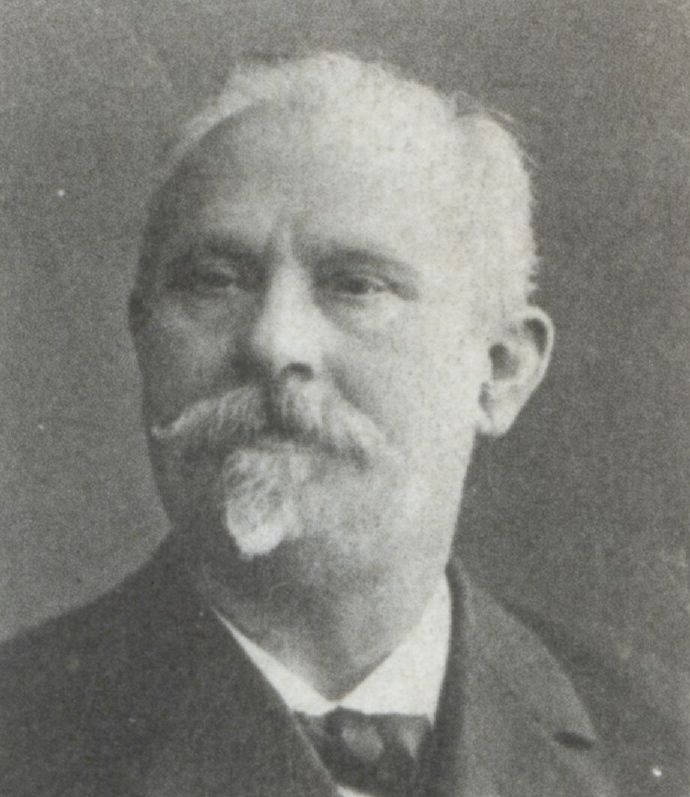
Fritz Zubeil als Reichstagsabgeordneter 1912

Karl Friedrich „Fritz“ Zubeil (* 11. Januar 1848 in Groß Lessen, Kreis Grünberg i. Schles.; † 27. Dezember 1926 in Berlin) war ein deutscher Politiker (SPD; USPD) und Mitglied des Deutschen Reichstags.

## Leben und Wirken
Zubeil wurde als Sohn eines Polizeisergeants und Ratsdieners geboren. Er besuchte von 1855 bis 1863 die Volksschule und Gewerbeschule in Grünberg. In den Jahren 1863 bis 1866 machte er eine Tischlerlehre. Von 1868 bis 1872 gehörte Zubeil dem 35. Infanterieregiment an. Danach ließ er sich als Tischler in Berlin nieder. Im Jahr 1872 trat Zubeil zudem in die Sozialdemokratische Partei Deutschlands (SPD) ein.
Vom 13. Februar 1890 bis 1901 war Zubeil Stadtverordneter in Berlin. Im selben Jahr wurde er erstmals Deputierter bei einem SPD-Parteitag. Aufgrund seiner politischen Tätigkeit verlor er seine Anstellung als Tischler, stattdessen verdiente er seinen Lebensunterhalt von 1890 bis 1898 als Gastwirt. Im Juni 1893 zog Zubeil erstmals für die SPD in den Reichstag des Deutschen Kaiserreichs ein, dem er fortan ohne Unterbrechung bis zum November 1918 angehörte. In späteren Jahren betrieb Zubeil eine Gastwirtschaft in der Berliner Lindenstraße 69. Im vierten Stock desselben Hauses tagte zu dieser Zeit der SPD-Parteivorstand, dem auch Zubeil zeitweise angehörte. 1899 wurde Zubeil Expedient des Vorwärts , dem Zentralorgan der SPD. Diese Stellung übte er bis 1917 aus. Daneben war er Mitglied des Gastwirteverbandes und des Holzarbeiterverbandes sowie Vorstandsmitglied der Baugenossenschaft Ideal.

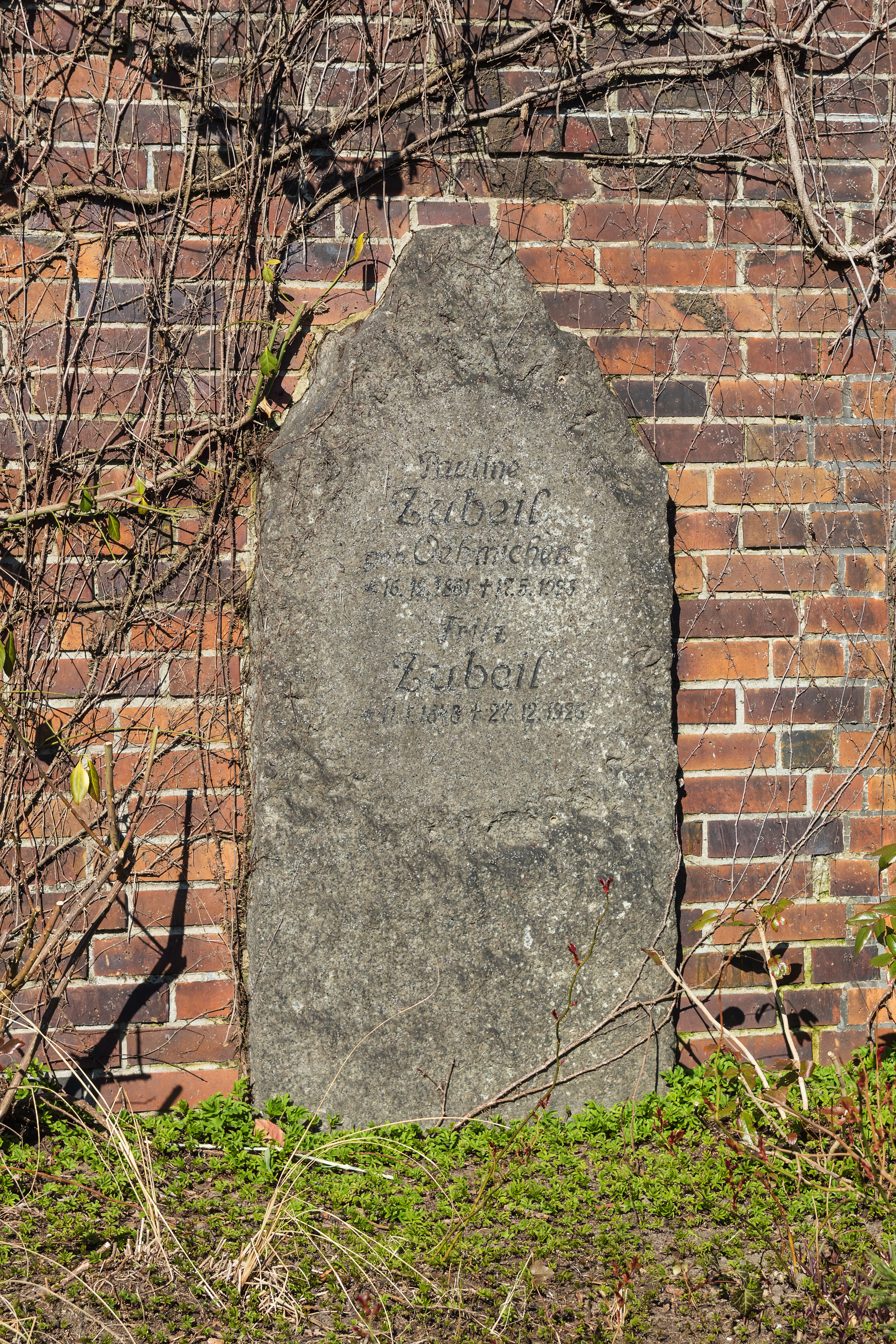
Grabmal von Fritz und Pauline Zubeil in Berlin

Während des Ersten Weltkrieges verließ Zubeil die SPD und wurde Mitglied der Unabhängigen Sozialdemokratischen Partei Deutschlands (USPD), einer sich vor allem aus Vertretern des linken Flügels der SPD, die die Kriegspolitik der SPD-Führung ablehnten, rekrutierenden neuen Partei. Während der Kämpfe im Gefolge der Novemberrevolution wurde Zubeil zeitweise gefangen genommen. Im Januar 1919 wurde Zubeil als Kandidat der USPD für den Wahlkreis 5 (Potsdam 10) in die Weimarer Nationalversammlung gewählt. Am 2. März 1919 eröffnete Zubeil den ersten Parteitag der USPD nach der Novemberrevolution. Im Juni 1920 zog Zubeil für den Wahlkreis 3 (Potsdam II) in den ersten Reichstag der Weimarer Republik ein. Während der folgenden Legislaturperiode verließ Zubeil die USPD und kehrte 1922 zur SPD zurück, deren Reichstagsfraktion er sich auch anschloss. Bei den Reichstagswahlen vom Mai 1924 und vom Dezember 1924 wurde Zubeil wiedergewählt, nach einer Neudurchnummerierung der Wahlkreise vertrat er nun bis zu seinem Tod im Dezember 1926 den Wahlkreis 3 (Potsdam II). Seit 1921 war Zubeil zudem unbesoldeter Stadtrat in Berlin-Kreuzberg.
Zubeil und seine Frau Pauline liegen auf dem Zentralfriedhof Friedrichsfelde begraben. Nach Umbettung durch die DDR-Führung im Jahr 1950 befindet sich ihr Grab an der Ringmauer der Gedenkstätte der Sozialisten. 
Heute erinnert unter anderem die Fritz-Zubeil-Straße in Potsdam an Zubeils Leben und politische Tätigkeit.